# Последняя песня Мифуне
Последняя песня Мифуне (дат. Mifunes sidste sang) — датский художественный фильм в жанре романтическая комедия 1999 года. На 49-м Берлинском международном кинофестивале фильм получил приз "Серебряный Медведь", а Ибен Йейле удостоилась Почетного упоминания.

## Сюжет
Крестен оставляет ферму своего отца и находит работу в Копенгагене. Он женится на дочери директора крупной компании, впереди блестящая карьера. Вдруг отец умирает. Крестен возвращается домой. На ферме — полное запустение. Он остается ухаживать за своим сумасшедшим братом Рюдом. Он даёт в газете объявления о поиске гувернантки, которая помогла бы ему в этом деле. На объявление откликается Лива — девушка, которая занимается проституцией, чтобы оплатить интернат для младшего брата, и должна скрываться от маньяка, оставляющий ей телефонные сообщения с угрозами.
Клэр, жена Крестена, убеждена, что он происходит из богатой семьи и получил в наследство дорогой особняк. Неожиданно приехав к ферме, она шокирована тем, что видит: полуразвалившийся дом, сумасшедший брат, молодая красивая девушка. Разгневанная Клэр оставляет мужа. Её отец увольняет его. Крестен оказывается ни с чем.
Бьярка, двенадцатилетнего брата Ливи, выгоняют из интерната. Ливи не имеет другого выхода, как забрать его на ферму. В начале, парень дурачит Рюда и ругает все вокруг. Потом Бьярк и Рюд находят общий язык.
Крестен и Ливи начинают нравиться друг другу. Но когда Ливи узнает, что «маньяк», от которого она должна была бежать из Копенгагена, оказался неудачной шуткой брата, который оставлял сообщение «взрослым» голосом, она теряет веру в жизнь. Они с братом вызывают такси, чтобы покинуть ферму, но череда неожиданностей становится помехой этому решению. В конце концов, Крестен и Ливи осознают, что по-настоящему любят друг друга.

## В ролях
| Актёр                | Роль             |
| -------------------- | ---------------- |
| Ибен Йейле           | Ливи Псиландер   |
| Андерс В. Бертельсен | Крестен          |
| Йеспер Асхольт       | Рюд              |
| Эмиль Тардинг        | Бьярке Псиландер |
| Андерс Хов           | Гернер           |
| Софи Гробель         | Клэр             |
| Паприка Стен         | Пернилле         |
| Сидсе Бабетт Кнудсен | Бибби            |